# Wendisch Waren
Wendisch Waren is een ortsteil van de Duitse gemeente Goldberg in de deelstaat Mecklenburg-Voor-Pommeren. Tot 1 januari 2012 was Wendisch Waren een zelfstandige gemeente.